# Envolvimento estrangeiro na Guerra Civil Síria

Mapa do mundo mostrando o envolvimento militar dos países na guerra civil síria:
Síria
Países que apoiam o governo sírio
Países que apoiam a oposição síria
Países com grupos que têm envolvimento com os dois lados.

A Guerra Civil Síria tem atraído grande atenção da comunidade internacional, e tanto o governo do presidente Bashar al-Assad, quanto a oposição síria vêm recebendo apoio de várias organizações e países pelo mundo.
Alguns analistas interpretam o conflito na síria como uma "guerra por procuração" em nível regional, entre Estados sunitas, como a Turquia, Arábia Saudita e Qatar, que apoia a oposição, que é de maioria sunita, e países como o Irã, grupos no Iraque e no Líbano, apoiam o governo sírio de maioria Alauita.

## Apoio à oposição

### No Ocidente
Em 1 de novembro de 2011, a Organização do Tratado do Atlântico Norte (OTAN) disse que não tinha nenhuma intenção de intervir militarmente na Síria, após o término de uma campanha de sete meses na Líbia. No mesmo mês, o novo governo líbio passou a oferecer armas, dinheiro e até voluntários para a Síria, sendo que foi reportado que pelo menos 600 guerrilheiros daquele país foram lutar em solo sírio em apoio a oposição. De acordo com o jornal israelense DEBKAfile, em junho de 2013, a OTAN fez uma entrega de armamentos pesados para a oposição síria.
Em junho de 2012, a agência de notícias Reuters sugeriu que forças especiais britânicas teriam entrado na Síria para ajudar a oposição, reafirmando a informação passada pelo jornal israelense Debka. Supostamente, membros do Serviço Aéreo Especial britânico também estariam fazendo operações em solo sírio. Também foi reportado que a Arábia Saudita e o Qatar estariam supostamente, desde meados de 2012, usando uma base militar secreta em território turco para o fornecimento de armas e treinamento de rebeldes.
Em julho de 2012, o governo dos Estados Unidos passou a apoiar financeiramente o chamado "Grupo de Apoio sírio", que ajuda a financiar o Exército Livre da Síria. A Agência de Inteligência americana, a CIA, teria agentes trabalhando na região, facilitando o contrabando de rifles, armas antitanque e munição para fuzis, além de outros equipamentos, para a oposição síria. O Departamento de Estado americano também reportou ter dado uma ajuda financeira no valor de US$15 milhões de dólares a grupos de oposição na Síria. Segundo relatórios divulgados, as forças armadas dos Estados Unidos manteriam até 150 soldados na Jordânia para ajudar no treinamento das organizações de guerrilheiros sírios. De acordo com o jornal Los Angeles Times, a CIA vinha treinando secretamente, em solo jordano, pequenos grupos de rebeldes pertencentes a milícias consideradas seculares. De acordo com a reportagem, essa ajuda teria começado no início de 2012 e daria foco ao treino no manuseamento de armas pesadas (em especial antitanque). Os governos americano e jordano negaram que tal fato estivesse ocorrendo à época. Em maio de 2013, Chuck Hagel, então secretário de defesa dos Estados Unidos, voltou a dizer que o governo americano não descartava a ideia de armar os rebeldes com equipamentos de guerra pesados, porém alertou que não havia intenção por parte dos americanos de lançar qualquer forma de intervenção armada direta.
Em uma conferência em Paris, França, em julho de 2012, países ocidentais e de árabes sunitas anunciaram que estariam "aumentando consideravelmente" o auxilio dado a oposição síria.
A partir de 2012, os Estados Unidos, o Reino Unido e a França passaram a prover a oposição enormes quantidades de armamentos não letais, incluindo equipamentos de comunicação e suprimentos médicos. A Inglaterra também dá apoio com inteligência a partir de sua base no Chipre, em cooperação com militares turcos e com rebeldes antiAssad. A CIA também apoia a oposição, tendo supostamente feito operações clandestinas na fronteira entre a Síria e a Jordânia, ajudando rebeldes, contrabandeando armas e fornecendo outros tipos de apoio logistico. Os agentes de inteligência ocidental também ajudariam em formar novas rotas de suprimentos e treinamento no uso de equipamentos eletrônicos e de comunicação. Além disso, o Serviço Federal de Inteligência alemão (BND) monitora movimentos do exército sírio, grampeia ligações telefonicas de membros do governo de Damasco e intercepta ligações de rádio a partir da Base Aérea de İncirlik, na Turquia, e também a partir de navios de reconhecimento da classe Alster próximos a costa síria. De acordo com reportagens feitas pelo jornal Bild, o BND tem uma rede de informantes dentro do Partido Baath. No início de 2013, o governo britânico e o francês anunciaram suas intenções de começar a enviar armamento pesado para os rebeldes, apesar do embargo de armas imposto da União Europeia, que vigorava até então. Em 27 de maio, a UE votou por suspender este embargo. Já autoridades americanas alertaram que não pretendem enviar armas pesadas para a oposição no momento, com medo de que esses equipamentos possam cair em mãos de grupos jihadistas.
Uma importante linha de suprimentos foi aberta na primavera de 2012, quando a Arábia Saudita e o Qatar anunciaram que estariam armando e financiando a oposição mais abertamente. A Líbia, em apoio a luta armada da oposição, teria enviado um navio carregado de armas para a Síria logo após a queda de Muammar Gaddafi.
Em 11 de agosto de 2012, a então secretária de estado americana, Hillary Clinton, disse que tanto os Estados Unidos, quanto a Turquia, estavam interessados em aumentar seu apoio operacional as forças rebeldes na Síria para ajudá-los a derrubar o presidente do país, Bashar al-Assad. Entre as ideias consideradas, estava criar uma zona de exclusão aérea sobre todo o território sírio.
Ao fim de maio de 2013, o senador americano John McCain visitou a Síria e se encontrou com lideranças rebeldes no território. O político republicano tem sido uma das principais vozes nos Estados Unidos em favor da oposição síria, pedindo ao governo Obama que reconsidera-se sua visão de não armar os rebeldes com equipamentos pesados. Ele também é defensor de uma zona de exclusão aérea sobre o país e advoga por uma maior influência americana na região.
Em 14 de junho de 2013, o vice-conselheiro de segurança da Casa Branca anunciou que o presidente dos Estados Unidos, Barack Obama, autorizou um aumento na ajuda militar ao Exército Livre da Síria. Fontes ligadas a liderança americana afirmaram que os Estados Unidos havia rejeitado a ideia de uma zona de exclusão aérea sobre a Síria. Esta noticia veio após os serviços de inteligência ocidentais supostamente confirmarem que o governo de Assad usou armas químicas em combate, algo que o presidente Obama afirmou que "não seria tolerado". Chuck Hagel, secretário de defesa americano, confirmou que os Estados Unidos iriam apenas fornecer armamentos leves, suprimentos e munição para as forças da oposição e que a CIA iria se dispor a treinar os rebeldes sírios. Ao mesmo tempo, os americanos reforçaram sua presença militar na Jordânia, vizinha da Síria, enviando um esquadrão de aviões e um contingente de fuzileiros navais. Em 27 de junho, a Câmara dos Representantes americana aprovou uma resolução que impediria o governo americano de criar uma zona de exclusão aérea sobre a Síria sem aprovação do congresso. Fontes ligadas a autoridades americanas afirmaram que o armamento que seria dado aos rebeldes seria leve, com algumas armas antitanque mas não seriam entregues equipamentos pesados ou avançados (o que era algo pedido pela oposição síria). Contudo, em julho, o Congresso dos Estados Unidos decidiu barrar os planos da administração Obama de armar os rebeldes com medo de que tais equipamentos pudessem parar na mão de fundamentalistas islâmicos ou de terroristas. Já o primeiro-ministro britânico, David Cameron, afirmou que a entrega de armas por porte do seu governo não era certo e sujeito a aprovação do Parlamento do seu país e que o crescimento do "extremismo" no lado da oposição seria um empecilho para qualquer forma de ajuda militar a eles.
Em 21 de junho de 2013, em uma entrevista a agência de noticias Al-Jazeera, o general Salim Idris, o de facto comandante do Exército Livre da Síria, afirmou que as primeiras armas vindas de "países amigos" chegaram às mãos dos rebeldes. Ele, contudo, não divulgou a origem do armamento. Uma semana antes, o governo americano e de vários países da Europa haviam afirmado que iriam passar a ajudar militarmente à oposição síria mas não confirmaram exatamente que tipo de apoio seria este. Segundo relatórios, os serviços de inteligência americanos passaram a usar abertamente a fronteira com a Jordânia para enviar grandes quantidades de armas e munição para as forças rebeldes, no fim de junho. Em meados de setembro, citando fontes ligadas a CIA, o jornal The Washington Post afirmou que as primeiras remessas de ajuda letal dos Estados Unidos aos rebeldes começaram a ser entregues. Segundo a fonte, esta ajuda consistia de armamentos leves e munição, além de equipamentos de comunicação, veículos e medicamentos.
No dia 7 de dezembro de 2013, os Estados Unidos anunciaram que suspenderiam a ajuda, em forma de armamento não-letal, para os rebeldes na Síria. O anúncio foi feito após ter sido confirmado que milicianos da chamada "Frente Islâmica" tomaram bases militares pertencentes ao Exército Livre. O racha dentro da oposição entre grupos seculares ou moderados contra extremistas fez minguar o apoio externo vindo do ocidente à oposição síria como um todo. O Reino Unido e outros países ocidentais também teriam anunciado redução na ajuda militar a oposição. Contudo, em meados de 2014, para contrabalancear o crescimento do poder e da influência de grupos fundamentalistas como a Dawlat al-ʾIslāmiyya, o governo Obama afirmou que pretendia estudar um projeto para voltar a armar e treinar militantes de facções moderadas dos rebeldes.
Em julho de 2014, os Estados Unidos lançaram no Iraque uma campanha de bombardeios aéreos contra alvos estratégicos dos militantes extremistas do chamado Estado Islâmico do Iraque e do Levante (também chamado de EIIL). Combatentes deste grupo conquistaram, aproveitando-se do caos na região, entre 2012 e o meados de 2014, uma enorme porção do território iraquiano e sírio. Então, para fortalecer a oposição síria, que além de combater o EIIL ainda travava uma luta sangrenta contra as tropas do regime Assad, os americanos afirmaram que iriam expandir os programas de treinamento aos rebeldes sírios, além de fornecer equipamentos militares a estes. Em setembro, o Senado americano aprovou o plano do presidente Barack Obama de armar e melhor preparar os combatentes da oposição. Segundo informações, a CIA já vinha há meses fornecendo tal ajuda, em pequena escala, a diversas facções antigoverno na Síria. Os rebeldes teriam em mãos, inclusive, alguns modernos lançadores de mísseis BGM-71 TOW de fabricação americana. O presidente Obama também autorizou ataques contra o território sírio, mirando enfraquecer o controle do auto-proclamado Estado Islâmico na região. As primeiras incursões aéreas, lançadas pelos americanos com apoio de nações árabes da região, começaram no fim de setembro. Diversos alvos do Estado Islâmico na Síria foram atingidos.

### Arábia Saudita
O governo da Arábia Saudita, supostamente, é uma das principais fontes de financiamento e armas para a oposição síria, auxiliando também no contrabando de armamento pesado, muito deste vindo da Croácia, através de rotas clandestinas na fronteira Arábia Saudita-Jordânia. As armas começaram a chegar aos rebeldes em dezembro de 2012, o que teria permitido aos rebeldes passar para a ofensiva em várias localidades contra  as forças leais ao regime de Damasco. Essas ações seriam uma resposta aos maciços envios de armamentos e suprimentos feitos pelo Irã para abastecer as forças do presidente Assad.
No começo de 2013, armas antigas da extinta Iugoslávia foram vistas sendo usadas por forças rebeldes em combate nas regiões de Dara, Hama, Idlib e Alepo.
O ministério de relações exteriores da Croácia negou o envio de armas a Síria, e autoridades sauditas não comentaram sobre as recentes descobertas. Rifles de assalto oriundos da Ucrânia, granadas feitas na Suíça e fuzis e rifles de origem belga também teriam ido parar nas mãos da oposição, por meio da Arábia Saudita. O governo dos Emirados Árabes Unidos também foram acusadas de enviar, ilegalmente, vários carregamentos de armas oriundas da Europa.
Estados árabes sunitas estariam preocupados que os envios de armas do Irã para o governo sírio estejam mudando o "balanço de poder" na região, botando de um lado os governos sunitas contra o governo de Assad e Hezbollah, apoiados pelos iranianos.
Em julho de 2013, o novo líder da oposição, Ahmad Jarba, afirmou que o governo saudita estaria enviando para a Síria diversas novas "armas avançadas" para serem usadas pelos rebeldes.

### Turquia
A Turquia, outrora aliada da Síria, condenou a violência da repressão do regime da família Assad e passara a pedir a renúncia do líder sírio. Os turcos estariam abrigando e treinando membros das guerrilhas antiAssad e, em território turco, em julho de 2011, foi criado o chamado Exército Livre da Síria, unificando os grupos de oposição armados. Eles passaram a receber vasto apoio dos serviços de inteligência turco. Junto com a Arábia Saudita e o Qatar, a Turquia vem fornecendo aos rebeldes armamentos pesados e outros equipamentos militares. Isso levou a grandes tensões entre os governos sírio e turco.
O governo de Ancara, liderado pelo primeiro-ministro do país, Recep Tayyip Erdoğan, também vem dando auxilio a dissidentes políticos sírios. Ativistas da oposição tem usado Istambul como um ponto de encontro de opositores do regime do ditador Bashar al-Assad, e o comandante do Exército Livre da Síria, o principal grupo de oposição armada da Siria, o coronel Riad al-Asaad, toma refúgio em território do país. A Turquia tem, com o passar do conflito, tornado-se cada vez mais hostil ao governo de Assad. Desde maio de 2012, opositores sírios tem sido, supostamente, armados e treinados em larga escala pelos serviços de inteligência turcos.
A Turquia mantém um pequeno enclave dentro da própria Síria, a Tumba de Suleyman Shah, na banda direita do rio eufrates na província de Alepo, próximo do vilarejo de Qarah Qawzak (Karakozak). A tumba é guardada por uma pequena guarnição de militares turcos. Até o momento, não houve distúrbios na região. Até a derrubada de um caça turco por forças sírias em junho de 2012, a guarnição no local contava com um total de 15 homens. Após o incidente, a Turquia dobrou número de soldados fazendo a proteção do local, enquanto o primeirio-ministro Erdoğan alertou que "a tumba de Suleyman Shah e os arredores são território turco. Qualquer agressão contra aquela região seria o mesmo que um ataque ao nosso território ou ao território da OTAN".

#### Incidente com um caça F-4
Em 22 de junho de 2012, um caça turco F-4 Phantom foi abatido por forças do governo sírio e ambos os pilotos a bordo morreram. O governo de Damasco afirmou que derrubou a aeronave enquanto esta voava perto do vilarejo costeiro de Om al-Tuyour, enquanto sobrevoava águas sírias. O ministro de relações exteriores da Turquia, por sua vez, alegou que o caça sobrevoava espaço aéreo internacional e acidentalmente entrou em território sírio durante um treinamento. O primeiro-ministro turco, Recep Tayyip Erdoğan, pediu uma retaliação dizendo que "as regras de combate das forças armadas turcas mudaram [...] a Turquia irá apoiar o povo sírio até que se livrem do seu ditador e de sua gangue". O presidente sírio, Bashar al-Assad mais tarde expressou pesar pelo incidente. Em agosto de 2012, relatórios vazados por jornais turnocs alertou que o alto comando das forças armadas da Turquia, deliberadamente enganaram seu governo sobre onde o caça voava quando foi abatido. Um dos relatórios dizia que um posto de comando da OTAN em Izmir e uma base de radar do Reino Unido no Chipre, teriam confirmado que o F-4 turco foi, de fato, abatido em águas turcas e que sua trajetória de voo foi "dificilmente acidental". Os militares turcos negaram esta informação. Também foi levantada a hipótese por jornais turcos, segundo fontes do gabinete do Procurador-Geral Militar da Turquia, de que o avião teria caído por falha mecânica no motor, mas a ideia foi contestada pelas partes envolvidas.

### Mujahidins

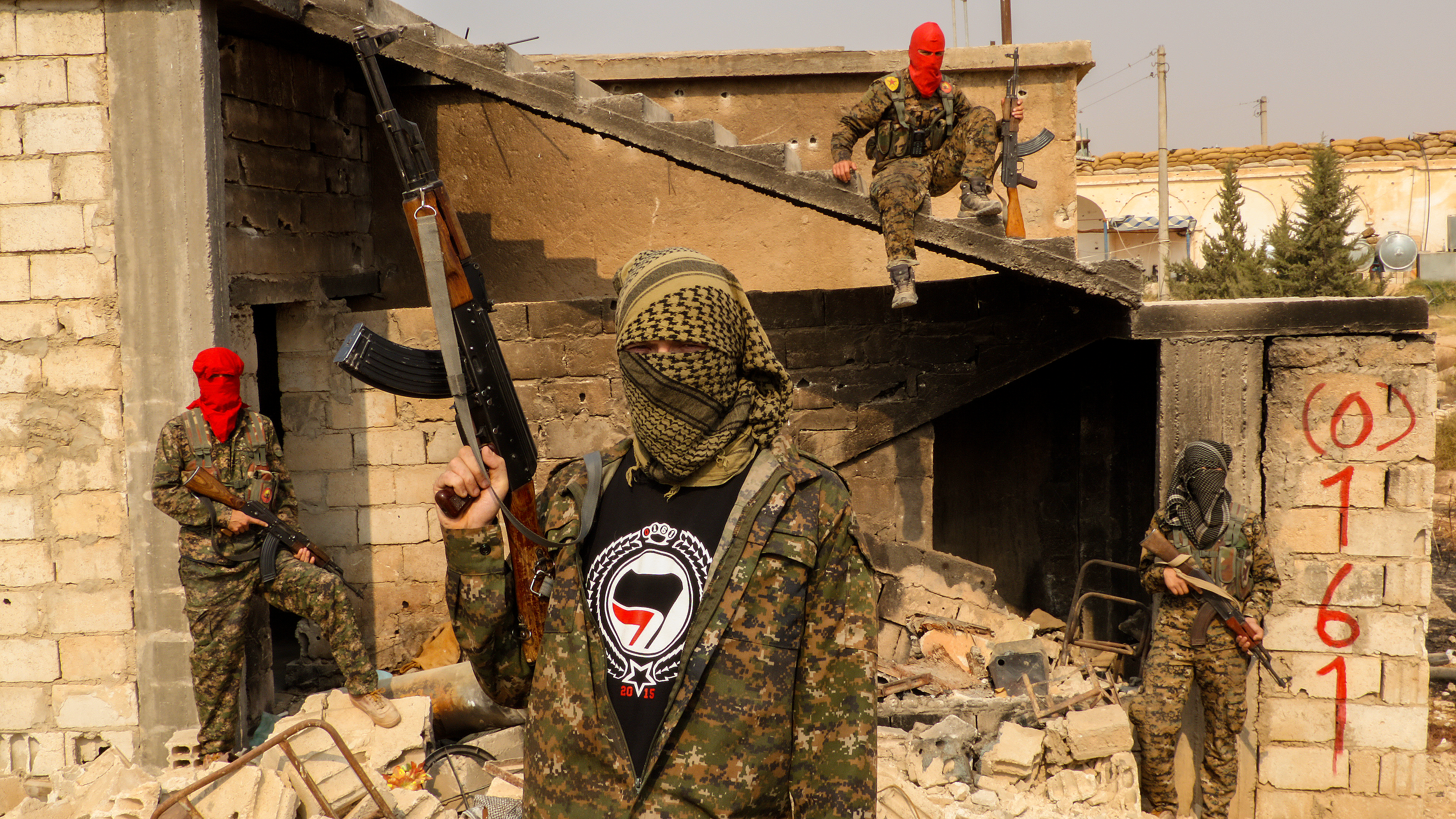
Na imagem, guerrilheiros britânicos em território sírio. Em 2017, foi estimado que entre 15 000 e 25 000 estrangeiros (não sírios) lutavam na Síria ao lado das forças anti-Assad. Entre 1 500 e 3 000 vieram da Europa, sendo a esmagadora maioria imigrantes ou descedentes de imigrantes.

Existem vários guerrilheiros estrangeiros lutando em nome da oposição na guerra civil síria para tentar derrubar o regime Assad, sendo que milhares deles entram pela fronteira turca a cada mês.[carece de fontes?] Enquanto alguns são jihadistas, outros, como os Mahdi al-Harati, se uniram para se juntar a revolução síria. Alguns combatentes vieram de locais longínquos, como a Chechênia e Tajiquistão. Um dos principais grupos de jihadistas atuando na Síria é a chamada Frente Al-Nusra, liderada por Abu Muhammad al-Julani. Este grupo tem alguns dos veteranos de combate mais testados e capacitados entre os guerrilheiros da oposição síria. Contudo, os Estados Unidos já declararam a Jabhat al-Nusra como uma organização terrorista.
A Al-Qaeda e outros grupos de fundamentalistas islâmicos já se declararam abertamente antiAssad. Segundo fontes da inteligência americana, grupos ligados a Al-Qaeda no Iraque tem conduzido ataques a bomba contra alvos do governo sírio, e que o líder da organização, Ayman al-Zawahiri, condenou o regime do presidente Bashar al-Assad. Várias organizações de fundamentalistas islâmicos, como a Fatah al-Islam, tem conduzido ataques na Síria. Em maio de 2012, o enviado da Síria na ONU, Bashar Ja'afari, declarou que centenas de guerrilheiros vindos da Líbia, Tunísia, Egito, Reino Unido, França e de alguns Estados árabes, estavam entrando na Síria e pediu para que a Arábia Saudita, o Qatar e a Turquia para que "parassem de patrocinar a rebelião" no país. Frente ao avanço dos jihadistas na Síria, a então secretária de estado americana, Hillary Clinton, disse que o governo americano não iria fornecer armamento pesado a oposição, temendo que tais armas caissem em mãos da al-Qaeda ou do Hamas.
Em uma entrevista para a agência de noticias Anna, da Abecásia, um oficial do governo sírio alegou que ex-membros do Exército de Libertação do Kosovo estariam na Síria lutando pela oposição. A agência Reuters entrevistou um médico francês que trabalhava clandestinamente na cidade de Alepo e ele afirmou que metade dos combatentes rebeldes feridos que vinham até ele eram estrangeiros, diferente do que ele viu nas cidades de Homs e Idlib. O grupo extremista iraniano MEK também está lutando ao lado dos rebeldes sírios.
Em 12 de julho de 2013 foi reportado que Kamal Hamami, um comandante do Exército Livre da Síria, foi morto por islamitas ligados a grupos radicais. Os rebeldes afirmaram que o assassinato, perpetrado por uma milícia chamada Estado Islâmico do Iraque, foi o equivalente a uma declaração de guerra. Isso aumentou ainda mais o racha entre militantes da oposição secular e os fundamentalistas islâmicos.
Exército Livre do Iraque
De acordo com relatórios de inteligência ocidentais, a parte oeste do Iraque, de maioria sunita, seria um ponto de passagem de suprimentos e guerrilheiros para o território sírio, a fim de apoiar a oposição daquele país. Grupos armados dentro do Iraque formaram o chamado "Exército livre iraquiano" e tem apoiado a oposição, militarmente, contra o regime da família Assad.

### Outros apoios
Alguns países cortaram relações com o regime de Assad: os Estados do Golfo, a Líbia, Tunísia, Reino Unido, Espanha, Turquia, Canadá, os Estados Unidos, Bélgica, entre outros.
O então ministro do desenvolvimento de Israel, Ayoob Kara, disse que seu governo estava facilitando a ajuda para refugiados sírios e também estava em contato com vários oficiais do governo sírio que tinham desertado. Mas Kara alertou que, apesar da ajuda a oposição, Israel não tem planos de interfirir militarmente na guerra civil síria. Segundo informações, o governo israelense também estaria ajudando a oposição síria com armas, equipamentos e informações de inteligência. Segundo um jornal iraniano e a agência de notícias SANA, forças especiais dos militares de Israel também estariam em território sírio para ajudar os rebeldes antiAssad. O primeiro-ministro de Israel, Benjamin Netanyahu, afirmou que não descarta fornecer armamento aos rebeldes e acrescentou que seu país tem que "sinalizar para o mundo muçulmano que Israel irá se juntar a eles na luta contra um inimigo comum que é o Irã". O governo jordano deu permissão a Israel de sobrevoar com aviões militares seu espaço aéreo a fim de manter-se a par da guerra civil na Síria e se as forças do governo estão usando armas químicas. A permissão foi concedida a Israel pelo rei Abdullah II. Em 20 de maio, segundo a imprensa estatal, militares sírios afirmaram ter encontrado um alojamento militar clandestino israelense na cidade de Al Qusair com 4 militares, lança-granadas de fabricação israelense e uma série de equipamentos de comunicação. A autenticidade da informação não foi confirmada. Hospitais israelenses também estavam tratando insurgentes sírios em solo israelense. Ainda em 2013, o governo israelense teria lançado um ataque aéreo contra um estoque de armamentos sofisticados do exército sírio a partir de uma base militar turca, segundo informações da rede de noticias russa RT. Segundo um general rebelde, existem muitos agentes israelenses atuando na Síria, o que é negado pelo governo de Israel.
O ramo da Irmandade Muçulmana na Síria também já fez declarações de que está ajudando ativamente a oposição em seu levante para derrubar o governo do país.
Em 16 de agosto de 2012, a Organização da Conferência Islâmica (OCI) suspendeu a Síria como Estado membro do grupo, apesar da oposição do presidente do Irã. A atitude foi tomada devido a "extrema violência por parte das forças do Presidente Assad em reprimir o levante".
O Qatar é um dos maiores fornecedores de armas e de apoio político a oposição na Síria. Segundo informações de jornais árabes, o governo deste país tem focado sua ajuda no auxilio e aparelhamento de grupos guerrilheiros sírios, muitos ditos como terroristas, como a Jabhat al-Nusra.
O novo governo que emergiu na Líbia logo se tornou um dos principais aliados da oposição na Síria, oferecendo-lhes armas e informações de inteligência, além de financiamento.
Até a rede de noticiais árabe Al Jazeera chegou a ser acusada de contrabandear equipamentos de comunicação no valor de US$50 mil dólares, em especial telefones via satélite, para os grupos opositores. A agência de noticias negou a acusação.
O Hamas, grupo palestino de orientação fundamentalista islâmica, estaria enviando especialistas à Damasco para ajudar no treinamento de milicianos antiAssad da chamada "Brigada Qassam", em adição ao suporte que já dava a eles em termos de logistica. No início da guerra, o Hamas (assim como várias outras organizações palestinas) havia declarado apoio ao regime sírio e ao Hezbollah. Contudo, nos últimos meses, essa postura mudou e o grupo passou abertamente a apoiar a causa da oposição síria. O Hamas, contudo, negou que esteja ajudando qualquer lado no conflito.
O Observatório Sírio de Direitos Humanos, um notório grupo antiAssad, sediado em Londres, é parcialmente financiado pela União Europeia (UE), conforme afirmou Rami Abdul Rahman, fundador e atual diretor da organização, ao jornal norte-americano The New York Times. A União Europeia também anunciou que estaria abrandando o embargo de petróleo sírio para facilitar a compra do produto por seus países membros, a fim de ajudar as finanças da oposição com o lucro proveniente das vendas. A compra só seria permitida se o pretróleo for oriundo de áreas controladas por forças rebeldes, embora tenha dificuldades em evitar de comprar petróleo de grupos islâmicos como a Frente Al Nusra e de existir uma crescente disputa entre as lideranças rebeldes pelo direito a extração.  Desde 2011, quando a repressão violenta aos protestos antigoverno começaram, vários países e organizações internacionais impuseram severas sanções econômicas contra instituições financeiras sírias e contra personalidades ligadas ao regime.
O Conselho de Cooperação do Golfo supostamente também fornece, desde 2012, armas pesadas aos rebeldes sírios. Segundo o jornal Washington Post, autoridades americanas deram "sinal verde" para que armas americanas fossem contrabandeadas para a Síria por meio desta organização.
No começo de 2013, uma nova onda de armas teria sido enviada as forças rebeldes através da parte sul da fronteira jordaniana. Estes armamentos incluiriam fuzis de assalto, armas antitanque M-79, rifles e canhões, como o modelo M-60. Anteriormente, o fluxo do tráfico de armas para a Síria era feito pela fronteira norte da Turquia. Contudo, muitas dessas armas acabavam parando em mãos de rebeldes islamitas. O objetivo de tal estratégia seria "fortalecer as forças rebeldes moderadas" e trazer a luta para o interior do país, próxima a capital. Em 2014, com o governo já assumindo o controle de várias regiões fronteiriças, especialmente no oeste do país, o trafico de armas a oposição acabou levemente perdendo força, enquanto o regime Assad recebia apoio militar cada vez mais crescente de países como o Irã e, principalmente, a Rússia.

## Apoio ao Governo Sírio

### Rússia
A Rússia, que opera uma base naval em Tartus, na Síria, que é a única base militar russa pós-soviética no exterior, tem sido uma das maiores fontes de apoio do governo do presidente Bashar al-Assad, os auxiliando com armas e suprimentos desde antes da guerra civil começar. Os russos tem enviado apoio militar e técnico para os militares sírios. Países ocidentais frequentemente critíca o comportamento da Rùssia com relação ao conflito mas o governo de Moscou nega que viola a lei internacional enviando armas para um país sob embargo. O presidente russo, Vladimir Putin, disse que seu país não apoia qualquer um dos lados. Investigações independentes teriam descoberto que a Rússia estaria ajudando a fraca economia do regime Assad com créditos e dinheiro vivo. O governo russo também é considerado como um dos maiores fornecedores de armas para as forças armadas sírias durante o conflito.
Em janeiro de 2012, a organização Human Rights Watch criticou a Rússia por "repetir os mesmos erros que as nações ocidentais" em seu apoio "inconsequente" a Assad. A Anistia Internacional, notando que o governo sírio havia usado helicópteros de combate e aviões para atacar rebeldes da oposição, criticou as autoridades russas "um desrespeito devasso pela humanidade". A Human Rights Watch também condenou empresa russa Rosoboronexport por vender equipamentos pesados para os militares sírios, violando a lei internacional, ao "vender armas a um país que está sendo acusado de cometer crimes contra a humanidade". Em junho de 2012, um carregamento de mísseis balísticos 9K720 Iskander russos foi entregue ao governo sírio, isso semanas após os Estados Unidos instalar diversas baterias de mísseis MIM-104 Patriot na fronteira turca.[carece de fontes?]
Um dos interesses da Rússia na Síria é a manutenção de sua única base militar fora do seu território, que fica na cidade de Tartus, que é chave para a manutenção da influência do país na região do mediterrâneo. O Centro de Análises de Estratégias e Tecnologias, uma empresa ligada ao governo russo, disse que o valor da base em Tartus era superestimado e disse que o apoio do governo a Síria era "irracional". Em julho de 2012, contudo, Vyacheslav Dzirkaln, vice-diretor do Serviço Federal Militar Técnico, anunciou que manteria suas exportações de armas para o governo de Bashar al-Assad.
Em dezembro de 2012, foi relatado que "conselheiros militares russos" estariam dentro da Síria, ajudando as forças do governo, em especial na manutenção e uso de equipamentos de defesa antiaérea enviados pela própria Rússia.
Em maio de 2013, logo após o anúncio da decisão da União Europeia de encerrar o embargo de armas aos rebeldes, o governo russo anunciou que estaria enviando a Síria diversas baterias de mísseis antiaéreos S-300 para serem usados pelas forças do regime. A Rússia também, supostamente, teria fornecido vinte mil fuzis AK-47 e outras armas leves para os militares sírios. Foi confirmado também a venda de caças russos MiG-29 e MiG-31 para a força aérea síria.
No começo de 2014, o governo russo aumentou consideravelmente seu apoio militar ao regime sírio. Eles teriam enviado, desde janeiro, enormes quantidades de equipamentos novos, como armas leves, veículos blindados, equipamentos de monitoramento, radares, sistemas para guerra eletrônica, partes extras para manutenção de helicópteros e bombas guiadas a laser para aviões.
Em setembro de 2015, foi reportado que as forças armadas russas estavam montando uma base na Síria, com soldados e equipamentos (incluindo veículos blindados e aeronaves de combate), com o propósito de fornecer mais poio e até de combater ao lado das forças do presidente Bashar al-Assad. Esta foi a primeira vez que havia sido confirmado a presença de militares russos no solo na frente de combate síria. Ao final do mesmo mês, a força aérea da Rússia começou a lançar ataques aéreos contra alvos de militantes do EI na Síria. Apenas nos primeiros seis meses de operações aéreas e navais, mais de 4 500 pessoas foram mortas nos ataques. A Rússia foi acusada de bombardeio indiscriminado na Síria, matando vários civis.

### Iraque
O governo iraquiano, dominado por xiitas, tem apoiado o regime Assad na Síria. O Iraque se absteve da decisão da Liga Árabe de 2011 que suspendeu a Síria como membro ativo da organização e se opôs a deposição do regime sírio pela via armada. Autoridades iraquianas abriram o espaço aéreo do país para aviões iranianos poderem voar livremente até a Síria carregando equipamentos e suprimentos para as forças de Bashar al-Assad e permitiram que caminhões com provisões da Guarda Revolucionária Iraniana cruzasse a fronteira síria. Os iraquianos também fornecem combustível diesel para o governo sírio. De acordo com autoridades americanas, o corredor aéreo do Iraque aberto para que os iranianos voem suprimentos para a Síria levam principalmente foguetes, mísseis antitanque, granas, morteiros e muniçãos. Esses aviões recebem informações vindas de funcionários simpatizantes do serviço de inteligência e da polícia federal iraquiana. A guerra civil na Síria também tem aumentado a tensão na fronteira do país. Em 3 de março de 2013, um soldado iraquiano foi morto num tiroteio entre forças de segurança local e rebeldes sírios. Dois dias depois, ao menos 13 militares iraquianos foram mortos em um confronto com tropas sírias que haviam cruzado a fronteira em busca de rebeldes.
O primeiro-ministro iraquiano, Nouri al-Maliki, disse estar preocupado que o Irã esteja "intensificando seus esforços para dominar o Iraque, que iria minar suas politicas internas" e a subida do poder por um governo sunita em Damasco iria "fortalecer os sunitas no Iraque."
Nas províncias ocidentais do Iraque, de maioria sunita, soldados e suprimentos de guerra entraram na Síria por passagens na província de Anbar para apoiar os rebeldes.

### Irã

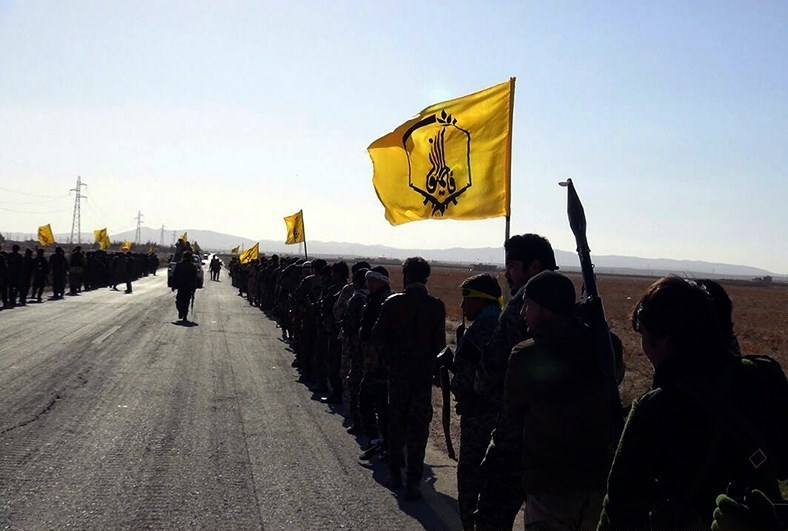
A organização Liwa Fatemiyoun, formada principalmente por militantes afegãos, que luta ao lado do regime Assad, sendo armados e financiados pelo Irã.

O Irã, um grande aliado do regime Assad, foi, até o momento, o único país a enviar oficialmente tropas para lutar na guerra civil na Síria. A maioria desses soldados pertencem a Guarda Revolucionária Iraniana. Há informações que o Irã também treina, arma e financia os guerrilheiros do Hezbollah, uma milícia xiita libanesa. O Iraque, localizado entre a Síria e o Irã, foi criticado pelo governo americano por permitir que aviões iranianos sobrevooem o país carregando suprimentos para os militares da família Assad.
O líder supremo do Irã, o aiatolá Ali Khamenei, já deu declarações de apoio ao governo sírio. O jornal britânico The Guardian reportou que o governo iraniano vêm ajudando o regime sírio a reprimir o levante no país desde 2011. O The Economist relatou que o Irã, em fevereiro de 2012, tinha enviado cerca de US$9 bilhões de dólares a Síria para ajudar o país a suportar o impacto das sanções impostas pelos países ocidentais. Em um momento, a marinha iraniana enviou dois navios de guerra para a costa síria para dar apoio técnico e militar ao regime de Assad.
O presidente dos Estados Unidos, Barack Obama, e o embaixador americano na ONU, Susan Rice, acusou o Irã de estar secretamente ajudando a Síria a reprimir o levante popular no país, enviando equipamentos militares, e outros relatórios indicariam que manifestantes sírios teriam ouvido membros das forças de segurança berrando palavras em persa, a língua oficial do Irã. A cidade de Zabadani, é considerada vital para as forças de Assad e do Irã, pois serve, desde junho de 2011, como quartel-general da Guarda Revolucionária Iraniana e central de logística para o Hezbollah e outras milícias pró-governo.
De acordo com um relatório da ONU, em maio de 2012, o Irã começou a fornecer enormes quantidades de armas ao governo sírio, apesar de ambos os países estarem sob um embargo internacional de venda e compra de armas. Autoridades turcas capturaram na fronteira vários caminhões oriundos do Irã, em fevereiro de 2012, contendo diversos fuzis de assalta, metralhadoras, explosivos e munição de armas pesadas. Essas armas teriam como destina uma base militar síria, leal ao presidente Bashar al-Assad. Em resposta, os países do golfo pérsico passaram a suprir a oposição síria com melhores armamentos.
Em março de 2012, fontes de inteligência dos Estados Unidos alegaram ter descoberto que surprimentos de armas iranianas estavam entrando em larga escala na Síria. Oficiais de segurança do Irã também estariam em Damasco e em outras cidades para ajudar na preparação dos soldados sírios. A CIA também denúnciou a presença de membros do serviço de inteligência iraniano ajudando o governo sírio. Essas denúncias de transferência de armas para a Síria foi o motivo alegado para vários países árabes aumentarem seu apoio em armas para a oposição. Em 24 de julho, o comandante da Guarda Revolucionária Iraniana, Massoud Jazayeri, disse que o seu governo não permitiria uma mudança política de regime na Síria.
Em agosto de 2012, Leon Panetta, então secretário de defesa dos Estados Unidos, acusou o Irã de armar as milícias pró-governo Assad. Panetta disse que havia evidências que a Guarda Revolucionária Iraniana estava "treinando grupos armados dentro da Síria, para lutar pelo regime baathista". Cerca de 48 iranianos foram capturados em Damasco pelo Exército Livre da Síria, o principal grupo armado da oposição, e autoridades americanas confirmou que pelo menos dois deles eram "membros ativos do Exército iraniano". Em setembro, agências de inteligência ocidentias afirmaram que o Irã mantinha pelo menos 150 membros de sua Guarda de elite para trabalhar com o governo Assad e também enviaram no fim daquele ano toneladas de equipamentos militares (como fuzis, foguetes e munição).
De acordo com soldados rebeldes, veículos aéreos não tripulados iranianos eram usados para guiar ataques aéreos e terrestre das forças do exército sírio.
Em janeiro de 2013, uma troca de prisioneiros aconteceu entre rebeldes sírios e autoridades do governo de Damasco. De acordo com relatórios, 48 iranianos foram libertados pela oposição em troca de 2 130 prisioneiros que estavam sendo detidos em prisões do regime sírio. Os rebeldes alegaram que os iranianos eram ligados a Guarda Revolucionária. Victoria Nuland, representante do Departamento de Estado americano, disse que havia provas concretas de que militares iranianos estavam ajudando o regime sírio com armas, equipamentos, conselhos e pessoal especializado.
Em 16 de junho de 2013, fontes iranianas afirmaram ao jornal britânico The Independent que o governo de Teerã estaria se preparando para enviar 4 mil soldados da Guarda Revolucionária Iraniana para a Síria com o propósito de lutar ao lado das forças do presidente Bashar al-Assad. Esta decisão teria sido tomada uma semana antes das eleições do país e poucos dias antes dos americanos decidirem que iriam abertamente passar a suprir os rebeldes com armamentos leves. No começo de 2012, o jornal Russia Today também tinha reportado que 15 mil militares iranianos estariam a caminho da Síria, mas a informação não se confirmou na época.
Segundo denúncias dos serviços de inteligência ocidentais, o Irã secretamente construiu uma base militar no Sudão para facilitar o fornecimento de armas ao governo sírio e ao Hezbollah.

### Hezbollah
O Hezbollah tem sido um aliado do Partido Baath sírio, liderado pela família al-Assad. O grupo tem apoiado o governo sírio na luta armada contra a oposição. Em agosto de 2012, os Estados Unidos adotou novas sanções contra o Hezbollah devido ao seu papel na guerra. O líder da organização, Hassan Nasrallah, negou, em primeiro momento, que o Hezbollah esteja lutando ao lado do governo sírio, porém assumiu que alguns de seus combatentes assumiram seu "dever jihadista" e foram lutar na Síria. Segundo a oposição, o Hezbollah tem 3 000 guerrilheiros na Síria. O Hezbollah diz que apoia as mudanças políticas no mundo árabe e é contra o que chamou de "complô americano para desestabilizar a região".
Entre janeiro e fevereiro de 2012, guerrilheiros do Hezbollah ajudaram o governo nos combates em Damasco e na batalha de Zabadani. No término do mesmo ano, membros da milícia Hezbollah cruzaram a fronteira com o Líbano e tomaram oito vilarejos no distrito de Al-Qusayr, na Síria. De acordo com o jornal libanês Daily Star, Nasrallah disse que combatentes do Hezbollah ajudaram o govenro sírio a "retomar o controle de 23 vilarejos [na Síria] habitado por xiitas de cidadania libanesa". Em setembro de 2012, o comandante da milícia na Síria, Ali Hussein Nassif, foi morto numa emboscada, junto com outros militantes do Hezbollah, feita por combates do Exército Livre da Síria (ELS) perto de  Al-Qusayr.
Entre 16 e 17 de fevereiro de 2013, a oposição síria alegou que o Hezbollah, apoiado pelo exército sírio, atacou os vilarejos sunitas de Al-Qusayr. Um porta-voz do Exército livre disse que a "invasão do Hezbollah a região foi coordenada com apoio da Força Aérea Síria". Em resposta, o ELS atacou dois postos de controle do Hezbollah em 21 de fevereiro, perto da fronteira com o Líbano. Cinco dias depois, um comboio de soldados sírios e do Hezbollah foi emboscado e todos os passageiros foram mortos. Líderes de movimentos políticos libaneses, como a Aliança de 14 de Março, pediram que o Hezbollah encerre todo o seu envolvimento com a guerra na Síria. O ex-líder da milícia, Subhi al-Tufayli, disse que o "Hezbollah não deveria estar defendendo um regime que assassina o próprio povo e que nunca disparou um único tiro em defesa dos Palestinos". Ele disse que os guerrilheiros de sua milícia "que estão matando e aterrorizando pessoas  na Síria irão para o inferno". Walid Jumblatt, líder do Partido Socialista Progressista libanês, pediu para o Hezbollah encerrar seu apoio ao governo sírio e disse que a milícia "está lutando na Síria por ordens do Irã".
O jornal The Jerusalem Post fez uma reportagem dizendo que os manifestantes da oposição na Síria estavam "enfurecidos com o apoio do Hezbollah ao governo Assad, e, durante as manifestações, queimaram bandeiras do grupo e fotos do líder deles, Nasrallah, enquanto manifestantes pró-governmo carregavam fotos de Nasrallah.
De acordo com autoridades americanas, uma milícia leal a al-Assad, conhecida como Jaysh al-Sha'bi, foi criada e mantida pelo Hezbollah e pela Guarda Revolucionária do Irã, recebendo dinheiro, armas e treinamento destes. Além disso, de acordo com fontes do serviço de inteligência de Israel, o Hezbollah estaria trabalhando pra formar uma nova miliícia pró-governo, formado por até 100 mil combatentes, para lutar pelo governo.
Em 25 de maio de 2013, em um discurso, o líder do Hezbollah, Hassan Nasrallah, afirmou que a organização está "comprometida em ajudar Assad a se manter no poder" e que a Síria e o Líbano estão ameaçado por "militantes sunitas radicais" e rechaçou a possibilidade de apoiar a oposição, dizendo que o Hezbollah "não pode estar na mesma frente que os Estados Unidos, Israel e os sunitas extremistas". Esta foi a primeira vez que a liderança do Hezbollah falou abertamente sobre a intervenção do grupo na guerra civil síria em favor do regime, que nas décadas anteriores sempre foi um importante aliado da milícia.

### Outros
Venezuela
Em fevereiro de 2012, foi reportado que o então presidente venezuelano, Hugo Chávez, enviou centenas de milhões de dólares em combustivel para a Síria, que seria usado para abastecer tanques e outros veículos de combate. No mês seguinte, enquanto preparava um terceiro carregamento, a Venezuela confirmou que continuaria a fornecer combustível diesel para o governo sírio. O The Wall Street Journal obteve documentos que provariam um quarto carregamento de diesel enviado em julho de 2012. Enquanto estava vivo, Chávez já havia expressado abertamente apoio ao regime Assad.
Coreia do Norte
Em 21 de setembro de 2012, autoridades iraquianas reportaram que eles recusaram um pedido da Coreia do Norte de usar o espaço aéreo do país como rota para carregamentos aéreos de armas para a Síria. No começo daquele ano, a ONU condenou a venda der armas norte-coreanas para a Síria e para Myanmar, que violava sanções internacionais de vendas de armas. O relatório das nações unidas confirmava que a Coreia do Norte mantinha rotas regulares de suprimentos de armas para o governo sírio, apesar das sanções impostas em 2006 e em 2009. Novos carregamentos de armamentos foram feitos durante o decorrer da guerra civil síria.
China
A China vetou, no começo de 2012, uma resolução do Conselho de Segurança da ONU com sanções contra a Síria. Em setembro, o governo chinês declarou que adotaria uma postura "imparcial" na guerra civil síria, se distanciando do regime sírio. Depois de um encontro com a então secretária de estado americana, Hillary Clinton, os chineses anunciaram que estariam dispostos a apoiar um novo governo de transição na Síria, apesar do país ainda dizer que não apoiaria uma intervenção estrangeira no conflito.
Argélia
O governo da Argélia tem sido um dos poucos países árabes ou islâmicos a se opor a qualquer tipo de sanção contra o regime de Bashar al-Assad. O país (junto com o Irã), se opôs a suspensão da Síria na Organização da Conferência Islâmica em 2012. Eles também se opusarem a decisão da Liga Árabe que encorajava apoio militar e logístico a oposição e ainda se recusaram a apoiar a decisão da comunidade de reconhecer a Coalizão Nacional Síria da Oposição e das Forças Revolucionárias como legítimos representantes do povo sírio, decisões estas tomadas em 2013. A posição da Argélia foi apoiada apenas por Iraque e Líbano. Não há informações concretas que o governo argelino está enviando armas ao regime de Assad, mas rumores dizem que aviões militares do país foram enviados a Síria carregando equipamentos. O governo da Argélia já se declarou contra uma mudança de regime na Síria.
Houthis
Foi reportado também que membros de uma milícia xiita iemenita da milícia Houthis estaria na Síria lutando ao lado de forças pró-Assad.
Companhias
Uma empresa grega, a Naftomar, teria enviado a Síria enormes quantidades de petróleo.
Arquivos liberados pelo WikiLeaks em julho de 2012 alertaram que empresas italianas estariam vendendo ilegalmente armas e equipamentos de comunicação para militares sírios desde maio de 2011 e em fevereiro de 2012, engenheiros dessas empresas passaram a fornecer treinamento para oficiais governo sírio para manutenção de helicópteros. As empresas se defenderam falando que o equipamento era apenas para uso civil.
Organizações
Em 31 de agosto de 2012, o autoproclamado "Movimento dos Países Não Alinhados" declarou que recusava a ideia de uma intervenção armada estrangeira no país e alguns países, como Equador e Irã, voltaram a declarar o seu apoio à posição do governo de al-Assad. Eles também pediram o fim da violência e a retomada das negociações de paz. O ex-líder cubano, Fidel Castro, enviou mensagens ao presidente Assad declarando seu apoio.

## Lutas

### Incidentes na fronteira turca-síria
Em junho de 2012, forças de defesa antiaérea derrubaram um caça turco F-4 Phantom e ambos os pilotos foram mortos. O acidente levantou tensões entre os governos turco e sírio. A tensão cresceu quando morteiros disparados por militares da Síria atingiram território da Turquia. Em 3 de outubro, a cidade turca de Akçakale foi bombardeada por artilharia síria e 5 civis morreram. A Turquia respondeu bombardeando posições do exército sírio na fronteira entre os dois países. Durante o mês de outubro, tiros de morteiros sírios voltaram a cair no lado turco da fronteira e o governo da Turquia respondeu disparando contra o vizinho, em pelo menos 87 ocasiões diferentes. Estes ataques mataram ao menos 12 soldados sírios e destruiram vários veículos militares destes.

### Incidentes com o Líbano
A guerra civil síria se alastrou para o Líbano, levando à incidentes de violência sectária no norte do Líbano entre partidários e opositores do governo sírio, e confrontos armados entre sunitas e alauitas em Trípoli.
Em 17 de setembro de 2012, caças-bombardeiros sírios dispararam três mísseis ao longo da fronteira em território libanês próximo de Arsal. Foi sugerido que os jatos estavam perseguindo rebeldes nos arredores. O ataque levou o presidente libanês, Michel Sleiman a iniciar uma investigação, embora não responsabilizasse publicamente a Síria pelo incidente.
Em 19 de outubro, um carro-bomba explodiu no centro de Beirute, matando um oficial de segurança máxima do Líbano, Wissam al-Hassan. Pelo menos outros sete foram mortos e, talvez, 80 ficaram feridos na explosão. Após esse atentado, confrontos se intensificaram nas cidades de Trípoli e Beirute. Em 2013, houve um considerável aumento da violência sectária na região, entre xiitas e sunitas, que tem se espalhado pelas cidades de fronteira. Enquanto militantes da oposição realizam pequenas incursões dentro do Líbano para fins táticos ou como retaliação a participação do Hezbollah na guerra, o governo sírio também vem conduzindo bombardeios com mísseis e aeronaves contra o território libanês, a fim de enfraquecer os rebeldes que tomaram refugio na região.

### Incidentes com a Jordânia
Em 21 de outubro de 2012, na fronteira entre a Síria e a Jordânia, ocorreu um incidente entre os soldados do Exército da Jordânia e o grupo islâmico Takfir wal-Hijra, com resultados de um soldado jordano morto e 10 islamitas presos.

### Incidentes com Israel
No final de 2012, as relações entre Israel e a Síria foram severamente comprometida. Em 25 de setembro, vários tiros de morteiros cairam sobre as Colinas de Golã ocupadas, sem causar mortes ou danos. Entre outubro e novembro, tiros de artilharia vindos da Síria voltaram a atingir as Colinas de forma frequente. Em 3 de novembro, três tanques sírios entraram na zona desmilitarizada na fronteira. No dia 5 de novembro, um veículo militar israelense foi danificado por tiros disparados por militares sírios na fronteira entre os dois países. Em 11 de novembro, disparos de um morteiro de 120mm voltaram a atingir as Colinas de Golã e, em resposta, combatentes do exército israelense abriram fogo contra posições de artilharia sírias próximas da fronteira. Em 2013, ambos os países fortificaram as posições na fronteira entre as nações.
No dia 30 de janeiro de 2013, caças israelenses atacaram um comboio de veículos na fronteira síria-libanesa, acreditando que seria um carregamento de armas feito pela milícia Hezbollah, que luta do lado de Assad. Dentro dos veículos estariam vários mísseis SA-17, de fabricação russa, lançadores de foguetes e outros equipamentos militares que poderiam ser supostamente usados contra Israel. Em 4 de março, uma instalação do exéricto sírio (que continha equipamentos, armas e munição) e um centro de pesquisa militar teria sido atacada por aviões israelenses. No dia seguinte, no aeroporto internacional de Damasco, um estoque de mísseis iranianos, que teria como destino a milícia pró-Assad Hezbollah, foi atacado por caças de Israel.

## Diferentes apoios
Em fevereiro de 2012, o então ministro de relações exteriores da Alemanha, Guido Westerwelle, alertou que uma "guerra por procuração" na Síria poderia "causar um confronto maior na região que poderia envolver até Moscou e Pequim". Antes da Reunião do G8 de 2012, o primeiro-ministro russo, Dmitry Medvedev, salientou que essas ações "que minam a soberania dos Estados" podem terminar com "uma guerra total na região" com, talvez, "o uso de armas nucleares". As instituições estatais na Síria são muito ligadas ao regime, com muitos especialistas em geopolitica da região dizendo que o país pode virar como um Iraque pós-invasão de 2003, com um conflito sectário com o objetivo de expulsar todos os baathistas.
Em julho de 2012, a Suíça suspendeu todas as exportações de armas para o Emirados Árabes Unidos após ter sido descoberto que boa parte desses armamentos era desviado pelo governo deste país e enviado para a Síria para serem usadas pela guerrilha da oposição. A decisão suíça veio após a chefe das comissão de direitos humanos da ONU, Navi Pillay, exigiu que os países parassem de armar o regime sírio ou a oposição para evitar "mais militarização" do conflito. O diretor do Centro Saban para Politicas do Oriente Médio tinha argumentado que uma "militarização descontrolada da guerra na Síria faria do país um celeiro para jihadistas e extremistas do mundo muçulmano".
Em setembro de 2012, a UNICEF deu a empresa Israel Chemicals autorização especial para eles venderem tabletes de purificação de água para a organização, para serem usados com refugiados da Síria. Na ocasião, a UNICEF comandava um projeto para reabilitar e melhorar as fontes de água na Síria, o que caiu drasticamente devido a guerra civil. Outros programas de assistência social que estavam em vigor no país também foram afetados pelo conflito que, segundo a ONU, deixou a situação humanitária na Síria em "estado deplorável".
Uma pesquisa de opinião feita em maio de 2013 pela rede de TV Fox News nos Estados Unidos mostra que 67% dos americanos não apoiam qualquer tipo de envolvimento militar de seu país na Síria. Em junho, uma nova pesquisa, desta vez feita pela rede NBC, revelou que apenas 15% dos entrevistados apoiavam uma ação militar direta e apenas 11% eram a favor do governo americano fornecer armas aos rebeldes. Ao mesmo tempo, uma pesquisa similar feita na Rússia mostrou que apenas 27% do povo russo aprova a postura de seu governo em ajudar o regime de Bashar al-Assad.
Ainda em maio, uma pesquisa do instituto Pew poll indicou que 69% da população francesa, 82% da alemã, 65% dos turcos e 57% dos britânicos eram contra uma intervenção armada na Síria.

## Armas químicas
Em julho de 2012, o ministro de relações exteriores da Síria, Jihad Makdissi, disse que as forças armadas de seu país jamais usaria armas químicas contra o seu próprio povo, mas salientou que poderia usar estas armas contra "agressores externos". Foi reportado que a Síria tinha o terceiro maior estoque de armas químicas do mundo e a oposição teme que o governo as use caso fique sem opções na guerra. Em agosto, os Estados unidos alertou que se o regime baathista usasse armas químicas seria "o limite" e se ele fosse cruzado haveria "enormes consequências". Similarmente, a França e o Reino Unido alertou as consequências do uso desse tipo de armamento, com o governo francês alertando que haveria uma "maciça e fervorosa retaliação".
Em setembro de 2012, os militares sírios começaram a mover seu arsenal químico de Damasco para a cidade de Tartus. No mesmo mês, foi reportado que as forças de segurança do regime haviam voltado a realizar testes em uma base militar na periferia de Alepo. No dia 28 de setembro, o secretário de defesa americano, Leon Panetta, disse que o governo sírio mudou o local de estoque de suar armas químicas e biológicas para um "lugar mais seguro", já que as principais bases e cidades do país já estavam sob ataque das forças da oposição. Em 8 de dezembro, foi relatado que o grupo jihadista, a frente al-Nusra, capturou vários estoques de armas químicas em um depósito em Alepo. Este fato veio acompanhado de informações de que agentes da CIA, a agência de inteligência americana, estaria treinando os rebeldes a lidarem com armas químicas, mas o fato não foi confirmado.
Em 15 de janeiro de 2013, a agência de noticias The Cable reportou que o governo sírio teria usado armas químicas em contra áreas controladas por combatentes rebeldes em Homs em dezembro de 2012. Segundo informações, as vítimas nos hospitais da região mostravam sintomas de exposição a um gás denominado Agente 15, um incapacitador level CX. Contudo, a Casa Branca, sede do governo americano, teria dito que "as informações que receberam das armas químicas usadas nesses ataques reportados pela imprensa não seriam consistentes com o inventário que eles tinha dos estoques atualmente ativos na Síria".
Em 19 de março de 2013, o governo sírio e as forças rebeldes acusaram um ao outro de usarem armas químicas pesadas durante um confronto no centro de Alepo, onde uma grande batalha está sendo travada. A televisão estatal síria e o governo russo acusaram veementemente as forças da oposição pelo ocorrido. Segundo informações locais, entre 15 e 40 pessoas morreram no suposto ataque, dentre elas 16 soldados do Exército Sírio. Um fotógrafo da agência de notícias Reuters disse que o gás usado no ataque tinha "forte cheiro de cloro" e que as vítimas teriam morrido sufocadas. Já os rebeldes disseram que o agente químico foi liberado por um míssel Scud, lançado por uma posição controlada por militares sírios. De acordo com um porta-voz do Exército Livre da Síria, o ataque aconteceu em uma área sob controle de forças da oposição. Porém, segundo autoridades americanas, não haveria provas que o ataque químico de fato aconteceu e que era provavel que o incidente foi inventado, por algum dos lados, para fins de propaganda. A CIA também falou que os rebeldes ainda não tem a capacidade técnica e logística de lançar um ataque químico daquela magnitude. O governo americano denunciou o uso de armas químicas, em pequena escala, pelas forças de Assad em alguns momentos do conflito, mas nada foi confirmado. O regime sírio, por meio do seu ministro de informações, Omran al-Zoubi, negou o uso de tais armamentos e voltou a acusar a oposição e grupos ligados a al-Qaeda de usar de armas com material tóxico em combate. Em 31 de maio de 2013, de acordo com a imprensa turca, doze militantes sírios da Frente al-Nusra, um grupo de extremistas islâmicos ligados a oposição, foram presos na Turquia em posse de dois cilindros cheios de gás sarin. O acontecido não foi confirmado por fontes oficiais, contudo daria peso a denúncias da ONU de que ambos os lados estariam de fato usando armamento químico um contra o outro na guerra.
Em junho de 2013, uma comissão da ONU confirmou, por meio de um relatório, que armas químicas foram usadas na Guerra Civil Síria, porém não revelou quem as usou ou qual agente tóxico foi utilizado. O uso de armas químicas em combate é proibido pela convenção de Genebra. Ambos os lados negam usar tais armamentos e acusam um ao outro de cometerem tais atos. As Nações Unidas também alertaram que tanto os rebeldes como o governo sírio vem cometendo crimes de guerra de forma desenfreada, como torturas e pilhagens.
Segundo os governos do Reino Unido e da França, as forças leais a Assad teriam usado vários compostos tóxicos, como o gás Sarin contra os rebeldes. Serviços de inteligência dos Estados Unidos teriam confirmado esta informação e frente a esses acontecimentos o presidente Obama autorizou maior ajuda militar americana à oposição. O governo sírio voltou a negar as acusações e novamente acusou militantes rebeldes de terem usado armas químicas contra simpatizantes do regime. Um oficial do ministério sírio de Relações Exteriores teria dito que "a Casa Branca baseou-se em informações falsificadas, para tornar o governo sírio responsável pelo uso dessas armas, a despeito de uma série de relatos que confirmam que grupos terroristas na Síria têm armas químicas". Em contra partida, em julho de 2013, o governo russo, segundo seu embaixador na ONU, Victor Churkin, afirmou que tinha provas de que grupos rebeldes também teriam usado armas toxicológicas, como o gás sarin, em combate na Síria. O Irã, importante aliado do regime sírio, também já acusou a oposição de usar armas químicas em combate.
No fim de agosto de 2013, enquanto a ONU mandava uma missão ao território sírio para investigar se houve o uso de armas químicas, foi reportado pesados bombardeios na região de Damasco. Ativistas afirmaram que ao menos 1 700 pessoas foram mortas. Segundo simpatizantes da oposição, gás nervoso tóxico foi utilizado no ataque. O governo sírio negou o ocorrido e o Conselho de Segurança da ONU afirmou que conduziria uma investigação para saber em detalhes o que aconteceu. Em 24 de agosto, a organização não governamental Médicos sem Fronteiras informou que 355 pacientes sob seu cuidado morreram com sintomas neurotóxicos causados por gás venenoso, sendo esta a primeira confirmação, por uma organização considerada independente, de uso de armamento químico na Síria. Contudo, não conseguiram afirmar quem perpetrou o ataque, enquanto ativistas ligados aos rebeldes e lideranças do regime sírio trocaram acusações afirmando que o outro lado foi o responsável pelo ocorrido. Ao mesmo tempo, o governo de Damasco negou acesso de inspetores da ONU as áreas onde os ataques supostamente aconteceram. Contudo, no dia 25 de agosto, após muita pressão internacional (vinda inclusive de aliados), o regime teria afirmado que daria "cooperação completa" as Nações Unidas em sua investigação. No dia 26, o comboio da ONU que se dirigia ao local do ataque foi alvejado por atiradores de origem desconhecida. A TV estatal síria culpou "terroristas" rebeldes pelo incidente, enquanto a oposição afirmou que milicianos pró Assad foram os responsáveis. Especialistas da ONU afirmaram que também vão investigar outros sete locais no país onde outros supostos ataques químicos aconteceram.
Em resposta ao suposto ataque químico de agosto, os Estados Unidos e alguns países aliados, como França e Reino Unido, ameaçaram usar força militar contra o regime de Bashar al-Assad por ele ter violado a lei internacional. Rússia, China e Irã, aliados do governo sírio, repudiaram a possibilidade de ataque contra a Síria e afirmaram que o motivo citado, o uso de armas químicas por militares de Assad, era baseado em informações equivocadas ou, de acordo com eles, totalmente falsas. Enquanto isso, a marinha americana mobilizou ao menos seis navios de guerra na costa da Síria em preparação para a ofensiva, que ainda dependia de aprovação do congresso do país. Em setembro, após o secretário de estado americano, John Kerry, afirmar que o único jeito de evitar um ataque seria se o regime de Damasco entregasse seu arsenal de armas de destruição em massa, o ministério das relações exteriores russo afirmou que o governo de Assad estaria, de fato, disposto a entregar seus estoques de armas químicas para a comunidade internacional para serem destruídos. Apesar da proposta ter tido boa recepção entre algumas lideranças mundiais, a Casa Branca e a oposição síria mostraram descrença, afirmando que o plano podia ser uma "distração para o regime sírio ganhar tempo" frente a ameaça de uma ação militar contra eles.
Em 14 de setembro, Estados Unidos e Rússia firmaram um acordo para pressionar o governo sírio a entregar, em um prazo de uma semana, informação sobre seu arsenal de armas químicas. Isso, segundo o chefe do corpo diplomático da Casa Branca, John Kerry, poderia evitar uma ação militar americana contra a Síria. Em 21 de setembro, segundo a OPAQ, o regime de Bashar al-Assad cumpriu parte do acordo inicial e entregou um inventário com todo o seu arsenal químico, que é o primeiro passo para começar seu desmantelamento, que pode vir a demorar muito tempo.
Em 16 de setembro, um relatório da ONU afirmou que "inequivocamente e objetivamente, armas químicas foram utilizadas na Síria" e que isso constitui um crime de guerra e uma grave violação do Protocolo 1925 da lei internacional. Segundo o secretário-geral da organização, Ban Ki-moon, a missão das Nações Unidas conseguiu examinar foguetes e fragmentos de mísseis que podem carregar componentes tóxicos que definitivamente foram utilizados na região investigada e que eles continham amostras de sarin. Este foi o primeiro uso confirmado de tais armamentos proibidos neste guerra. A ong Human Rights Watch, em uma investigação própria, afirmou que as evidências "fortemente sugerem" que o regime de Bashar al-Assad foi mesmo o provável responsável pelo ocorrido. Em 27 de setembro, o conselho de segurança das Nações Unidas aprovou, por unanimidade, uma resolução que formalmente obriga o governo da Síria a entregar seu arsenal químico, mas não prevê consequências militares caso isso não aconteça. Em 6 de outubro, a ONU confirmou que uma equipe de especialistas internacionais destruiu ogivas, bombas e equipamentos em posse do regime de Assad que poderiam misturar produtos químicos. Este seria o primeiro passo de um longo processo que visa desmantelar o arsenal de armas químicas do país. Ao fim de outubro, especialistas da OPAQ (Organização para a Proibição de Armas Químicas) afirmaram que a Síria destruiu toda a sua produção e as instalações de armamento químico pelo país, cumprindo assim o prazo estabelecido no programa de desarmamento. Em junho de 2014, segundo um representante da OPAQ, todas as armas químicas declaradas à comunidade internacional que estavam em posse do governo Assad foram retiradas do território sírio.